# George P. Cosmatos
George P. Cosmatos (Firenze, 1941. január 4. – Victoria, 2005. április 19.), görög-olasz származású filmrendező és forgatókönyvíró.

## Életpályája
Geroge Pan Cosmatos Firenzében született görög családban. Olaszországban, Egyiptomban és Cipruson nőtt fel. Hat nyelven beszélt. Londoni Film Főiskolában tanult. Az 1960-as Exodus és az 1964-es a Zorba, a görög című filmek másodrendezőjeként (second unit director) indult be a filmes karrierje. Számos filmet írt és rendezett. Az utolsó munkája az 1997-es Árnyék-összeesküvés című akciófilm, ami után visszavonult a filmezéstől. Egyetlen fia, Panos Cosmatos szintén filmrendező lett.

## Halála
George P. Cosmatos 2005. április 19-én hunyt el Kanadában, a Brit-Kolumbiában található Victoriai otthonában. Halálát tüdőrák okozta.

## Filmjei
| Év   | Magyar cím                       | Eredeti cím                | Feladatkör | Feladatkör | Feladatkör | Megjegyzések                                   |
| Év   | Magyar cím                       | Eredeti cím                | Rendező    | Író        | Producer   | Megjegyzések                                   |
| ---- | -------------------------------- | -------------------------- | ---------- | ---------- | ---------- | ---------------------------------------------- |
| 1964 | Zorba, a görög                   | Alexis Zorbas              | Nem        | Nem        | Nem        | másodrendező és színész                        |
| 1971 | The Beloved                      | The Beloved                | Igen       | Igen       | Igen       |                                                |
| 1973 | Megtorlás                        | Rappresaglia               | Igen       | Igen       | Nem        |                                                |
| 1976 | A Cassandra-átjáró               | The Cassandra Crossing     | Igen       | Igen       | Nem        |                                                |
| 1979 | Műgyűjtők és kalandorok előnyben | Escape to Athena           | Igen       | Igen       | Nem        |                                                |
| 1983 | Hívatlan látogató                | Of Unknown Origin          | Igen       | Nem        | Nem        |                                                |
| 1985 | Rambo II.                        | Rambo: First Blood Part II | Igen       | Nem        | Nem        |                                                |
| 1986 | Kobra                            | Cobra                      | Igen       | Nem        | Nem        |                                                |
| 1989 | Leviathan                        | Leviathan                  | Igen       | Nem        | Nem        |                                                |
| 1993 | Tombstone – A halott város       | Tombstone                  | Igen       | Nem        | Nem        |                                                |
| 1995 | Joe Bob's Drive-In Theater       | Joe Bob's Drive-In Theater | Igen       | Nem        | Nem        | Sorozat, ' More Girls with Big Guns' című rész |
| 1997 | Árnyék-összeesküvés              | Shadow Conspiracy          | Igen       | Nem        | Nem        | Utolsó filmje                                  |

## Fordítás
- Ez a szócikk részben vagy egészben  a   Goerge P. Cosmatos című angol Wikipédia-szócikk fordításán alapul.  Az eredeti cikk szerkesztőit annak laptörténete sorolja fel. Ez a jelzés csupán a megfogalmazás eredetét és a szerzői jogokat jelzi, nem szolgál a cikkben szereplő információk forrásmegjelöléseként.